# Internationaux de Strasbourg 2015
L'Internationaux de Strasbourg 2015 è stato un torneo femminile di tennis giocato sulla terra rossa. È stata la 29ª edizione del torneo che fa parte della categoria International nell'ambito del WTA Tour 2015. Si è giocato a Strasburgo in Francia dal 17 al 23 maggio 2015.

## Partecipanti

### Teste di serie
| Nazionalità | Giocatrice      | Ranking* | Testa di serie |
| ----------- | --------------- | -------- | -------------- |
| Stati Uniti | Madison Keys    | 17       | 1              |
| Serbia      | Jelena Janković | 20       | 2              |
| Australia   | Samantha Stosur | 27       | 3              |
| Francia     | Alizé Cornet    | 28       | 4              |
| Kazakistan  | Zarina Dijas    | 34       | 5              |
| Stati Uniti | Coco Vandeweghe | 35       | 6              |
| Stati Uniti | Madison Brengle | 36       | 7              |
| Germania    | Mona Barthel    | 38       | 8              |

* Ranking all'11 maggio 2015.

### Altre partecipanti
Giocatrici che hanno ricevuto una Wild card:
- Jelena Janković
- Virginie Razzano
- Francesca Schiavone
- Samantha Stosur

Giocatrici passate dalle qualificazioni:

- Gabriela Dabrowski
- Ol'ga Govorcova
- Hsieh Su-wei
- Nadežda Kičenok
- Varvara Lepchenko
- Wang Qiang

## Campionesse

### Singolare
Samantha Stosur ha sconfitto in finale  Kristina Mladenovic per 3–6, 6–2, 6–3.
- È il settimo titolo in carriera per la Stosur, il primo del 2015.

### Doppio
Chuang Chia-jung /  Liang Chen hanno sconfitto in finale  Nadežda Kičenok /  Zheng Saisai per 4–6, 6–4, [12–10].